# Mã Trung (Đông Ngô)
Mã Trung (chữ Hán: 馬忠; bính âm: Ma Zhong) là một viên tướng phục vụ dưới quyền lãnh chúa Tôn Quyền thời Tam Quốc trong lịch sử Trung Quốc.

## Trong sử sách
Sử sách đề cập rất ít tới Mã Trung. Ông giữ chức Tư mã dưới quyền tướng Phan Chương của Đông Ngô.
Năm 219, ông theo Phan Chương tham gia chiến dịch đánh chiếm Kinh châu và truy kích Quan Vũ. Theo Ngô chủ truyện trong Tam quốc chí, khi Quan Vũ chạy đến Chương Hương thì Mã Trung bắt được. Ngoài Quan Vũ, Mã Trung còn bắt được con Quan Vũ là Quan Bình cùng đô đốc Triệu Lũy.
Sau đó cha con Quan Vũ bị giết ở Lâm Thư. Sử sách chép không thật rõ ràng do ai trực tiếp giết, các sử gia cho rằng Phan Chương và Mã Trung bắt cha con Quan Vũ ở Chương Hương và mang tới Lâm Thư giết, theo mệnh lệnh của Tôn Quyền.
Sử gia Lê Đông Phương xem việc Quan Vũ bị tóm dưới tay một viên tiểu tướng như Mã Trung là "chết về tay một nhân vật hạng tư hạng năm, thật đáng than thở, thật đáng đau buồn".
Sau đó sử sách không nhắc tới Mã Trung.

## Trong tiểu thuyết Tam Quốc diễn nghĩa

### Bắt Quan Vũ
Trong tác phẩm Tam Quốc diễn nghĩa của nhà văn La Quán Trung, nhân vật Mã Trung là bộ tướng của Phan Chương. Khi Quan Vũ và Quan Bình thua chạy đến Mạch Thành, quân phục hai bên bụi sẫy đổ ra. Quan Vũ ngã ngựa, bị Mã Trung bắt được. Mã Trung đem Quan Vũ đến dâng cho Tôn Quyền. Tôn Quyền chém Quan Vũ. Quan Vũ chết rồi, con ngựa Xích Thố bị Mã Trung bắt được, đem về dâng Tôn Quyền. Tôn Quyền thưởng cho Mã Trung cưỡi. Con ngựa ấy mấy hôm không chịu ăn cỏ rồi cũng chết.
Lưu Bị rất căm thù vì chuyện này, quyết tâm xuất quân đánh Ngô để trả thù, trong các kẻ thù có Mã Trung.

### Bắn chết Hoàng Trung
Khi quân Thục đánh Ngô, Mã Trung được cử ra trận và lại lập thêm một chiến công nữa khi ông bắn hạ danh tướng Hoàng Trung của Thục. Khi Hoàng Trung trúng phục kích vội vàng tháo đường chạy thì Mã Trung dẫn một toán quân trên sườn núi kéo xuống, bắn một phát trúng ngay vào giữa vai Hoàng Trung, khiến Hoàng Trung suýt ngã ngựa. Do Hoàng Trung tuổi già, khí lực đã kém, bị tên đau nặng lắm dẫn đến chết.

### Đọ sức với Quan Hưng
Sau này khi Quan Hưng đi lạc trong rừng, đi chưa được vài dặm, bỗng nghe có tiếng người nói ngựa kêu, rồi một toán quân kéo đến, tướng đi đầu chính là Mã Trung. Mã Trung thấy Quan Hưng giết mất chủ tướng mình liền nổi giận thúc ngựa ngựa xông vào đánh. Quan Hưng thấy Mã Trung chính là người hại cha mình, cũng xông vào. Bộ hạ của Mã Trung ba trăm người, xúm cả lại, vây bọc lấy Quan Hưng. Quan Hưng thế đã nao núng thì Trương Bào vừa dẫn một toán quân đến. Mã Trung thấy có quân cứu, vội vàng rút chạy may gặp My Phương, Phó Sĩ Nhân dẫn quân đến tìm Mã Trung đem ông về.

### Bị cắt đầu
Mã Trung đem Phó Sĩ Nhân, My Phương ra đóng đồn tại bến sông. My Phương bàn với Phó Sĩ Nhân rằng Thục chủ chỉ còn giận có Mã Trung, chúng ta nên giết đem đầu đến dâng thì được thoát tội. Sau đó canh ba họ vào trướng đâm chết Mã Trung, cắt lấy đầu, rồi dẫn vài mươi tên kỵ mã, đi tắt sang Hào Đình dâng đầu Mã Trung lên cho Lưu Bị. Quan Hưng thiết ngay linh vị Quan Vũ ở trong dinh, tiên chủ thân dâng đầu Mã Trung lên cúng tế.
Tác giả La Quán Trung có ý muốn "trả thù" giùm cho Quan Vũ, nên trong tiểu thuyết Tam Quốc Diễn Nghĩa đã hư cấu nên cái chết của những người đã hại Vũ, như: My Phương, Phó Sĩ Nhân, Mã Trung, Phan Chương, Chu Nhiên... Trên thực tế những nhân vật lịch sử này đều sống thọ hơn cả Lưu Bị.